# Флон (река)
Флон — река в швейцарском кантоне Во, в бассейне реки Роны. В границах Лозанны протекает в открытом виде в лесу Совабелен, в остальной части города — в ливневой канализации под землёй. Длина реки — 11,7 км. Площадь водосборного бассейна — 22 км². Средний расход воды — 1,4 м³/с.
Исток Флона расположен в лесистых горах Жора округа Лозанна (коммуна Эпалэнж) на высоте 830 метров над уровнем моря. Течёт на юг в направлении города Лозанны. Протекая вдоль холма Совабелен в районе Саллаз, одна часть вод Флона впадает в тоннель реки Вюашер, а другая — в коллектор городской ливневой канализации, достигая очистных сооружений у залива Види Женевского озера. Высота устья — 372 м над уровнем моря.
На протяжении столетий Флон питал Лозанну питьевой водой, а также ограждал холм Ситэ. В XVIII веке в долине Флона разместились кожевенные заводы и множество других предприятий, спускавших в реку сточные воды. С 1812 по 1960 годы Флон исчез из ландшафта исторического центра. На месте старого русла реки от Саллаза до Види с XIX века проходят улицы и арочные мосты над ними: Бесьер (над улицей Централь), Большой мост и Шодерон.
Через реку в её верхнем течении проходит мост автомагистрали А9. Именем реки назван один из центральных районов Лозанны — Флон.